# شخص سوم
شخص سوم (انگلیسی: Third Person) فیلمی در ژانر درام و رمانتیک به کارگردانی پل هگیس است که در سال ۲۰۱۳ منتشر شد.

## بازیگران
- لیام نیسون
- میلا کونیس
- جیمز فرانکو
- آدرین برودی
- اولیویا وایلد
- ماریا بیلو
- کیم بسینگر
- کارولین گودال
- جیزلا مارنگو
- وینسنت ریوتا

## طرح
این فیلم سه داستان مرتبط به هم را در پاریس، نیویورک و روم به تصویر می‌کشد.